# Francesco Rossi (compositore)
Francesco Rossi (Bari, 17 giugno 1627 – 1699) è stato un compositore e abate italiano.

## Biografia
Poche notizie certe si hanno di questo musicista. Nato a Bari, l'abate Francesco Rossi fu attivo come maestro di cappella a Napoli presso il Conservatorio di Sant'Onofrio a Porta Capuana dal 1669 al 1672; a questo periodo risalgono un oratorio (La caduta degli angeli) e alcune cantate. Nel 1677 fu nominato canonico della Cattedrale di Bari.
Negli anni '80 del XVII secolo si trasferì quindi a Venezia, città dove fece rappresentare almeno tre opere liriche: Il Sejano moderno della Tracia ovvero La caduta dell'ultimo Gran Visir (su libretto di Antonio Girapoli, 1686); La Corilda ovvero l'amore trionfante della vendetta (su libretto di Paolo Emilio Badi, 1688); La pena degli occhi (1688), tutte andate in scena presso il Teatro San Moisè.
Al Rossi è attribuita anche (in particolare dal Fétis) una quarta opera, perduta, intitolata Mitrane: rappresentata forse al San Moisè (o, secondo Franz Stieger, a Treviso) nel 1689, deve la sua notorietà a un'aria per contralto in Mi maggiore, tuttora in repertorio, "Ah! rendimi quel core", che lo stesso Fétis dichiarò di aver estratto dalla partitura del Mitrane per inserirla in un suo concerto del 1833 dedicato alla musica del XVII secolo.
Secondo altri autori, tuttavia, l'esistenza stessa dell'opera Mitrane è da ritenersi dubbia, e l'aria "Ah, rendimi" sarebbe di un autore ignoto della seconda metà del Settecento.